# Heracles inexpectatus
Heracles inexpectatus es una especie extinta de ave psitaciforme gigante, asignada al género monotípico Heracles, que vivió durante el inicio del Mioceno en Nueva Zelanda. La especie fue descrita a partir de fósiles descubiertos en 2008 en Saint Bathans, Otago. Se cree que esta especie alcanzaba 1 metro de altura y pesaba aproximadamente 7 kilogramos. Los análisis iniciales sugieren que pertenece a la superfamilia Strigopoidea, la cual consiste de otros tres géneros confirmados de loros: Nestor (el kea y el kaka), Strigops (el kakapo) y el extinto Nelepsittacus.
Esta ave probablemente era incapaz de volar, y tendría un pico robusto que podría romper más que la comida convencional de los loros consistente en frutas, nueces y bayas. Y como el kakapo, Heracles puede haber usado su fuerte pico para trepar a los árboles. Compartía su ambiente con otras cinco especies de loros del género Nelepsittacus, así como docenas de otras especies de aves procedentes de la fauna de St Bathans. Heracles inexpectatus es el mayor loro que haya existido.
En los reportajes de medios de comunicación se ha descrito a la nueva especie como el "loro Hércules" y se reportó el apodo dado por el paleontólogo Mike Archer de "graznazilla" ("squawkzilla" en inglés).

## Taxonomía
La descripción de la nueva especie y género fue publicada en 2019, emergiendo de la investigación llevada a cabo por Trevor Worthy, Suzanne Hand, Mike Archer, R. Paul Scofield y Vanesa L. De Pietri.
Heracles inexpectatus fue descrito a partir de dos tibiotarsos incompletos (huesos de las patas), el derecho e izquierdo, probablemente del mismo  individuo. El hueso izquierdo fue denominado como el holotipo. Se consideró inicialmente que los fósiles eran de un águila, pero fueron reexaminados por un estudiante de doctorado en la Universidad Flinders quien señaló que la morfología de los huesos era significativamente diferente de las águilas típicas.
La etimología del nombre del género Heracles alude al nombre del género anteriormente descrito Nelepsittacus, también descubierto en la fauna de St. Bathan, que a su vez se refería al mítico rey Neleo el cual fue asesinado por el héroe griego Heracles, quien además mató a todos sus hijos, exceptuando a Néstor. Los autores distinguieron a la nueva especie con el epíteto de inexpectatus para describir su asombro por el inesperado descubrimiento de una enorme ave similar a un loro de la época del Mioceno.

## Descripción
Esta es la mayor especie conocida de los Psittaciformes, la cual abarca a los loros y cacatúas modernos, y se estima que tendría alrededor de un metro de altura, con una masa corporal de siete kilogramos, y se presume que era no voladora, terrestre y quizás arborícola. Ya se ha observado antes gigantismo insular en otros órdenes de aves, especialmente en Nueva Zelanda y Fiyi, pero esta especie excede las proporciones de cualquier especie viva o extinta dentro de los psitaciformes. El mayor tamaño registrado anteriormente pertenecía justamente a Strigops habroptilus, el kakapo terrestre y de hábitos nocturnos de la actual Nueva Zelanda.
Los tibiotarsos fosilizados fueron depositados en una asociación rica y mixta de restos animales, incluyendo otras especies de aves grandes tales como moas, anátidos y un águila, cuyos huesos usualmente están fragmentados. El material tipo de Heracles inexpectatus es el de mayor longitud obtenido en ese yacimiento, el cual raramente produce fósiles más largos que 100 milímetros. La época de su deposición se ha determinado entre diecinueve a dieciséis millones de años, en un área asociada con un sistema lacustre de agua dulce, en un bosque húmedo dominado por especies de cícadas, palmas y casuarinas, junto a un diverso conjunto de fauna aviana. Esta especie parece haber ocupado un nicho en la ecología de la región que no estaba siendo llenado por mamíferos, lo que favoreció el gigantismo insular mostrado por otras especies de aves de la región.